# Національна лабораторія Гран-Сассо
Національна лабораторія Гран-Сассо (італ. Laboratori Nazionali del Gran Sasso, LNGS) — фізична лабораторія з дослідження елементарних частинок, є однією з чотирьох лабораторій Італійського Національного інституту ядерної фізики. Будівництво завершене 1989 року, розташована під землею, в горах Гран-Сассо, в центральній частині Італії.

## Розташування
Лабораторія зведена за 120 км на схід від Риму, на південно-західних схилах гірського масиву Гран-Сассо, на території національного парку Гран-Сассо-е-Монті-делла-Лага.
Наземна частина лабораторії неподалік села Ассерджі. Підземна частина розташована під горою Аквіла, на глибині 1,400 метрів під поверхнею, висота якої близько 1,000 метрів над рівнем моря. В підземну частину доступ реалізовано через автомобільний тунель тунель Гран Сассо, що на трасі державного значення A24. В західному тунелі (напрямок до міста Л'Аквіла) є заїзд та виїзд до лабораторії.
Збудовано три підземні напів циліндричні зали A, B, C, кожна довжиною в 100 метрів, шириною та висотою в 22 метри, та розгалужена межа підземних коридорів. В залі А здійснюються експерименти CRESST, GNO, LVD. В залі B — MACRO. В залі C — BOREXINO. 

## Дослідження
Лабораторія спеціалізується на дослідженні нейтрино. Через їхню всепроникність та важковловлюванність детектори нейтрино зазвичай розташовуються глибоко під землею. Лабораторію Гран Сассо від поверхні відділяє 1,400 метрів скельних порід, котрі екранують майже все космічне проміння, за рівнем екранізації радіації це відповідає 3,600 метрів водної товщі. Завдяки такому потужному відсіюванню детекторам легше виокремити вловлювання нейтрино із загального шуму від інших елементарних частинок.
Станом на 2006 рік лабораторія була найбільшою підземною лабораторією фізики елементарних частинок на планеті.

## Проекти
В рамках лабораторії проводяться багато різних експериментів, зазвичай співпрацюють десятки, часом сотні,  вчених з різних держав.
- BOREXINO
- CRESST
- CUORE
- DAMA/NaI
- GALLEX
- GNO
- LVD
- MACRO
- OPERA
- XENON

## Керівники
За роки існування лабораторією керувало шість директорів.
- 1987–1992 Енріко Беллотті (італ. Enrico Bellotti)
- 1992–1997 Пьєро Монацеллі (італ. Piero Monacelli)
- 1997–2003 Алессандро Беттіні (італ. Alessandro Bettini)
- 2003–2009 Євгеніо Коцціа (італ. Eugenio Coccia)
- 2009–2012 Люція Вотано (італ. Lucia Votàno)
- 2012-2020 Стефано Раґацці (італ. Stefano Ragazzi)
- 2020 — нині Еціо Превіталі (італ. Ezio Previtali)